# Steinberg am See
Steinberg am See è un comune tedesco di 1 825 abitanti, situato nel land della Baviera.